# Причинност
Причинност или причинно-следствена връзка (още – каузалитет, каузалност, обусловеност) се нарича връзката между едно събитие (причина) и друго събитие, наричано резултат или ефект, където второто събитие е разбирано като следствие на първото.
В обичайната си употреба понятието причинност може да се отнася и до връзка на няколко фактора (причини) и дадено явление (феномен). Всяко нещо, което оказва влияние върху даден резултат, е фактор на този резултат. Директен фактор се нарича факторът, който постига даден резултат пряко, т.е. без участието на други фактори („междинни променливи“). Връзката между причина/причини и следствие се нарича каузална или причинно-следствена връзка.
Философските размишления върху въпросите на каузалността продължават повече от хилядолетие. В западната философска традиция дискусията води началото си поне от Аристотел насам и темата остава в дневния ред на съвременните философи.
В науката причинността обичайно се установява чрез емпиричния подход на експериментирането.